# کندکیله
کندی کیله، روستایی از توابع بخش مرکزی شهرستان کنگاور در استان کرمانشاه ایران است.

## جمعیت
این روستا در دهستان کرماجان قرار دارد و براساس سرشماری مرکز آمار ایران در سال ۱۳۸۵، جمعیت آن ۱۰۷ نفر (۳۲خانوار) بوده‌است.این روستا روستای پدری حمیدرضا کندی کیله خواننده و نوازنده تنبور است